# Jogar a toalha
Nos esportes de combate, quando o córner do lutador joga a toalha significa que eles estão solicitando ao árbitro que interrompa a luta, para preservar o seu atleta de uma lesão maior, e dê a vitória ao adversário. Nesse caso, o treinador, que é o responsável pela vida de seu atleta, e vendo que este esta fora de consciência  para decidir se tem como permancer ou não na luta, arremessa uma toalha para dentro do ringue (todo treinador de esportes de combate tem uma toalha na hora da luta), num gesto que simboliza a sua desistência no combate.
Porém, ao contrário do que se pensa, jogar a toalha no ringue não quer dizer que a luta será encerrada, pois somente o árbitro tem esse poder. Caberá a ele decidir se a solicitação do córner será aceita. Um exemplo disso aconteceu na luta de boxe entre o ucraniano Oleksandr Usyk e o mexicano Felipe Romero. Após o ucraniano derrubar Felipe Romero no 5o round, o técnico do mexicano jogou a toalha, mas o árbitro ignorou e abriu a contagem. Revoltado, o técnico do mexicano invadiu o ringue para parar a luta.
Herdado do boxe e por simbolizar tão bem a desistência, "jogar a toalha" se tornou uma expressão muito comum no dia-a-dia.

## No Boxe
O ato de se jogar a toalha no ringue de boxe simboliza abandono nas lutas entre amadores e nocaute técnico nas lutas entre profissionais.
O ato está previsto na Regra 101 do esporte.
Talvez a luta mais famosa do boxe que terminou com o corner jogando a toalha, foi a vitória de Jack Johnson contra James Jeffries, em 1910.
Outros exemplos de lutas de boxe encerradas após o córner jogar a toalha:
- Acelino "Popó" Freitas x Barry Jones - O córner do galês jogou a toalha no 8o assalto.[8]
- Muhammad Ali x Larry Holmes - 2 anos depois de aposentado, Ali voltou aos ringues. Mas, após se arrastar em dez rounds, seu técnico, Angelo Dundee, jogou a toalha.[9]

## No MMA
Em 1951, a luta de Helio Gracie x Masahiko Kimura só terminou quando Carlos Gracie, irmão de Hélio, jogou a toalha temendo uma fratura, ao ver o japonês encaixar uma chave de braço.
Como o vale-tudo foi criado pela Família Gracie, o ato de se jogar a toalha no cage era uma das formas originais de se terminar uma luta nas regras antigas do esporte. A interrupção da luta pelo córner (através do ato de se jogar a toalha) era prevista na regra porque naquela época o árbitro não tinha autoridade para encerrar a luta, a menos que o lutador ficasse inconsciente ou desse os 3 tapas no chão de desistência.
O árbitro Big John McCarthy certa vez disse: "(no antigo vale tudo) Em muitas ocasiões os caras do corner eram estúpidos e não jogavam a toalha, mesmo eu pedindo. Então, fui até o Rorion e expliquei: "Não vou fazer isso de novo. Alguém vai sair daqui seriamente machucado, porque muitos não sabem se defender como seu irmão (Royce) e eu não posso parar a luta". Então, a partir do UFC 3, os árbitros passaram a ter o poder de interromper a luta, e isso levou o esporte a um nível maior de segurança.
No UFC, um dos exemplos mais famosos de uma luta interrompida pelo córner aconteceu no UFC 3, quando a equipe de Royce Gracie, por conta dele estar exausto pela luta anterior, jogou a toalha no cage antes mesmo de sua luta contra Harold Howard iniciar (ele estava completamente exausto pela luta anterior, e não tinha as condições mínimas de lutar). E uma curiosidade: No UFC 1, o corner de Zane Frasier (na luta contra Kevin Rosier), ao vê-lo sendo massacrado pelo seu adversário, chegou a jogar a toalha, mas a mesma ficou presa nas grades.
Com o advento do MMA moderno e a criação das regras unificadas do esporte, jogar a toalha no cage não é um ato ilegal (ao contrário do que é dito), mas não é aceita em alguns estados, como Nevada, por exemplo. Por lá, é necessário avisar um inspetor da luta, e ele passará a informação ao juiz do cage. Por isso, lutas encerradas por interrupção do corner no MMA são raríssimas de se ver. Além disso, diferentemente do boxe, o MMA é um esporte em que a reviravolta numa luta é muito comum. Como exemplo, pode-se citar a primeira luta de Anderson Silva contra o Chael Sonnen.
Quando a luta é encerrada jogando-se a toalha no cage, o resultado da luta fica como "nocaute técnico (interrupção do córner)"

### Lista de Lutas Encerradas do MMA por Interrupção do Córner

#### UFC
| Evento       | Data                   | Vencedor           | Derrotado       | Observação | Ref.   |
| ------------ | ---------------------- | ------------------ | --------------- | --- | ------ |
| UFC 1        | 12 de novembro de 1993 | Gerard Gordeau     | Kevin Rosier    | |        |
| UFC 3        | 9 de setembro de 1994  | Harold Howard      | Royce Gracie    | Como a toalha foi jogada antes de a luta começar, o Royce nao foi considerado perdedor, nem o Harold vencedor. | [ 18 ] |
| UFC 13       | 30 de maio de 1997     | Tito Ortiz         | Wes Albritton   | |        |
| UFC 21       | 16 de julho de 1999    | Maurice Smith      | Marco Ruas      | |        |
| UFC 21       | 16 de julho de 1999    | Tsuyoshi Kosaka    | Tim Lajcik      | |        |
| UFC 39       | 27 de setembro de 2002 | Tim Sylvia         | Wesley Correira | | [ 19 ] |
| UFC 40       | 22 de novembro de 2002 | Tito Ortiz         | Ken Shamrock    | | [ 20 ] |
| UFC 94       | 31 de janeiro de 2009  | Georges St. Pierre | B.J. Penn       | | [ 21 ] |
| UFC 135      | 24 de setembro de 2011 | Tony Ferguson      | Aaron Riley     | |        |
| UFC on FOX 7 | 20 de abril de 2013    | Josh Thomson       | Nate Diaz       | | [ 19 ] |
| UFC 188      | 13 de junho de 2015    | Kevin Gastelum     | Nate Marquardt  | | [ 22 ] |

#### Outras Franquias
| Evento                            | Data                   | Vencedor          | Derrotado          | Observação | Ref.   |
| --------------------------------- | ---------------------- | ----------------- | ------------------ | --- | ------ |
| Pride Grand Prix 2000 Finals      | 1 de maio de 2000      | Kazushi Sakuraba  | Royce Gracie       | A equipe de Royce jogou a toalha ao término do 6o round | [ 23 ] |
| Pride Grand Prix 2000 Finals      | 1 de maio de 2000      | Igor Vovchanchyn  | Kazushi Sakuraba   | |        |
| Pride Grand Prix 2000 Finals      | 1 de maio de 2000      | Mark Coleman      | Kazuyuki Fujita    | Fujita havia deslocado o joelho na luta anterior, que ocorreu no mesmo dia. Para não perder a premiação do torneio, ele foi para a luta, mas assim que o gongo tocou, seu córner jogou a toalha. |        |
| Pride 10                          | 27 de agosto de 2000   | Kazuyuki Fujita   | Ken Shamrock       | |        |
| Pride 23                          | 24 de novembro de 2002 | Wanderlei Silva   | Hiromitsu Kanehara | |        |
| Pride 23                          | 24 de novembro de 2002 | Fedor Emelianenko | Heath Herring      | |        |
| Pride Bushido 7                   | 22 de maio de 2005     | Tatsuya Kawajiri  | In Seok Kim        | |        |
| Pride Critical Countdown 2005     | 26 de junho de 2005    | Ricardo Arona     | Kazushi Sakuraba   | |        |
| Pride Critical Countdown Absolute | 1 de julho de 2006     | Rogério Minotouro | Alistair Overeem   | | [ 24 ] |
| Strikeforce: Triple Threat        | 8 de dezembro de 2006  | Cung Le           | Jason Von Flue     | |        |
| Strikeforce: Triple Threat        | 8 de dezembro de 2006  | Paul Buentello    | Ruben Villareal    | |        |
| Bellator 31                       | 14 de outubro de 2010  | Chris Lozano      | Yoshiyuki Yoshida  | |        |
| Bellator 117                      | 18 de abril de 2014    | Douglas Lima      | Rick Hawn          | |        |